# Eublemma fulvitermina
Eublemma fulvitermina är en fjärilsart som beskrevs av George Francis Hampson 1910. Eublemma fulvitermina ingår i släktet Eublemma och familjen nattflyn. Inga underarter finns listade i Catalogue of Life.